# Turvejärvi (sjö, lat 69,10, long 28,75)
Turvejärvi är en sjö i Finland. Den ligger i kommunen Enare i landskapet Lappland, i den norra delen av landet, 1 000 km norr om huvudstaden Helsingfors. Turvejärvi ligger 165,5 meter över havet. Arean är 32,8 hektar och strandlinjen är 3,56 kilometer lång. Sjön  ingår i Pasvik älvs huvudavrinningsområde. 